# Shallow (dal)
A Shallow Lady Gaga amerikai énekesnő és Bradley Cooper amerikai színész és rendező dala. Az Interscope Records kiadó gondozásában 2018. szeptember 27-én jelent meg a 2018-as Csillag születik című zenés filmdráma filmzenei albumának első kislemezeként. A Shallow-t Gaga Mark Ronsonnal, Anthony Rossomandóval és Andrew Wyatt-tel szerezte, míg a produceri munkát az énekesnő Benjamin Rice-szal végezte. Három alkalommal csendül fel a filmben, amelyek közül a legjelentősebb, mikor Cooper karaktere, Jackson Maine a színpadra hívja Gaga karakterét, Ally-t, hogy vele együtt énekelje el. A jelenetet élő közönség előtt a Los Angeles-i Greek Theaterben vették fel.
A Shallow egy kulcsfontosságú pillanat a Csillag születikben, mivel a dal egy párbeszéd Ally és Jackson között. Gaga a dalszöveget Ally szemszögéből írta meg, és arról szól, hogy a két fél egymást kérdezi arról, hogy elégedettek-e önmagukkal. Az érzelmes rockballadák közé sorolható Shallow-ban Gaga és Cooper egymás közt váltogatják a verzéket, ami egy végső refrénben csúcsosodik ki, amit Gaga énekel. A felvételen hallható a közönség zaja és a taps is. Gaga a dalt DJ Zane Lowe Beats 1 című rádiós műsorában mutatta be, mikor interjút adott a filmmel kapcsolatban. A számhoz készült videóklipben az látható, mikor Gaga és Cooper a színpadon éneklik a számot, illetve a Csillag születik más jelenetei is szerepelnek benne.
A dal pozitív fogadtatásban részesült a zenei kritikusoktól, akiket lenyűgözött Gaga vokálja, a kompozíció drámaisága és a dalszerzés. Kereskedelmi szempontból világszerte óriási sikereket ért el, több mint húsz országban lett első, köztük az amerikai Billboard Hot 100-on is, ahol Gaga a negyedik elsőségét szerezte meg. Számos díjjal is elismerték a Shallow-t, így elnyerte A legjobb eredeti filmbetétdalnak járó Oscar-, és Golden Globe-díjakat, a Legjobb filmzenéért járó BAFTA-díjat, míg a Legjobb dal lett a Critics’ Choice Movie Awards-on. Négy Grammy-díjra is jelölték, köztük Az év felvétele és Az év dala kategóriákban is, győznie pedig A legjobb popduó vagy -együttes teljesítményért járó és A legjobb vizuális média számára írt dal kategóriákban sikerült. A Shallow-t több alkalommal is előadta élőben, köztük a 61. Grammy-gálán és a 91. Oscar-gálán, illetve Gaga a záródalként énekelte el a Lady Gaga Enigma + Jazz & Piano című Las Vegas-i rezidencia koncertsorozatán, valamint felkerült a 2022-es The Chromatica Ball turnéjának számlistájára is. 2020 decemberében a dalhoz készült videóklip átlépte az egymilliárdos megtekintést a YouTube videómegosztó oldalon. A Shallow a Spotify egyik legtöbbet streamelt dala, emellett minden idők legkelendőbb kislemezei közt szerepel.

## Háttér és megjelenés

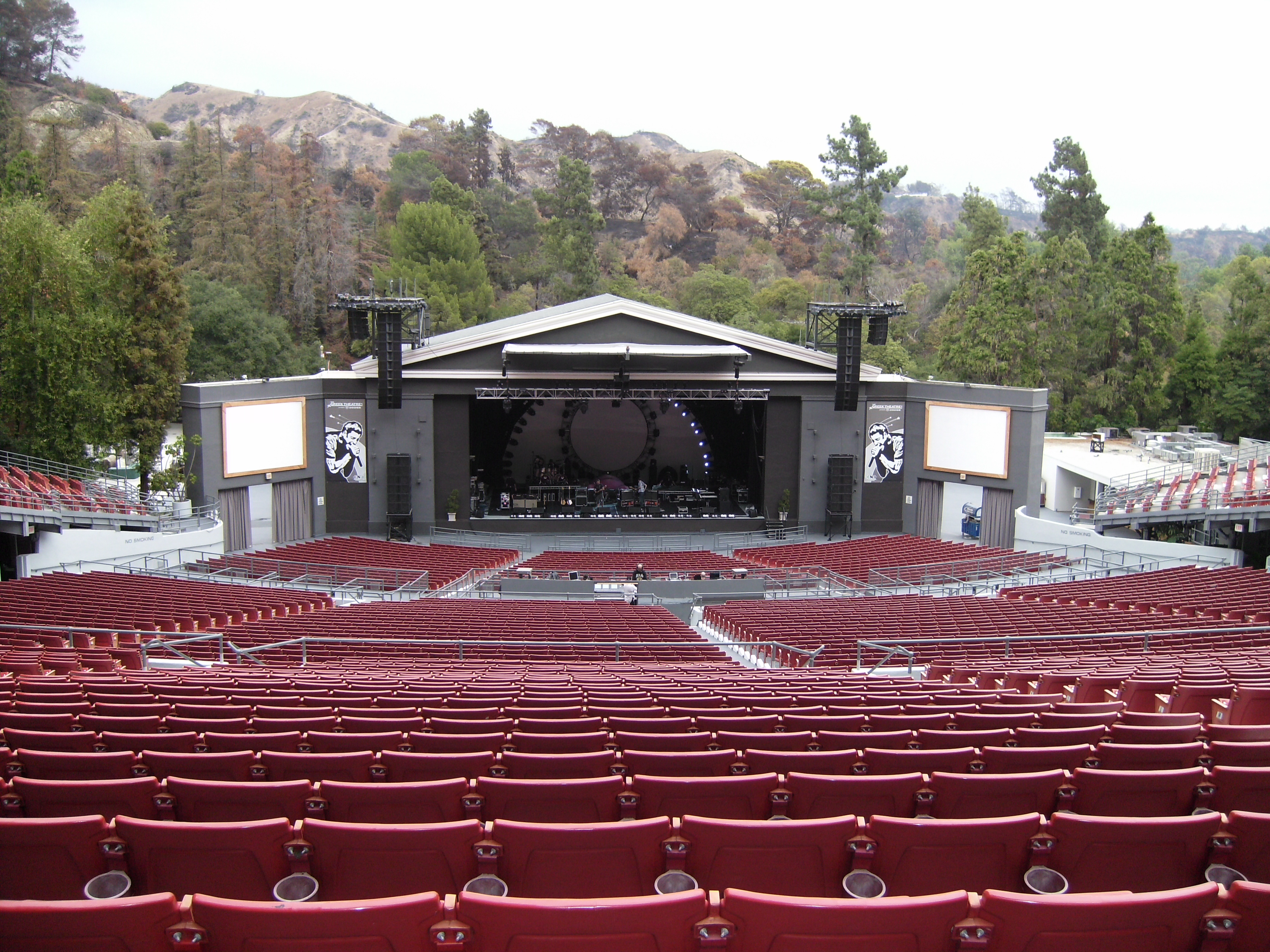
A Shallow felvételeinek helyszínéül a Los Angeles-i Greek Theater szolgált

A Csillag születik filmzenéjének elkészítéséhez Gaga újra Mark Ronsonnal dolgozott együtt, akivel korábban a Joanne című ötödik stúdióalbumát vette fel. A Joanne-en több country rock inspirálta dal is szerepel, mint a Million Reasons vagy a címadó szám, amelyek hatással voltak a Csillag születik dalaira. A filmben miután Gaga karaktere, Ally és Bradley Cooper karaktere, Jackson Maine találkoznak egymással, a zenéről és álmaikról kezdenek beszélgetni. Ally elárulja, hogy írt egy dalt, majd elénekli Jacksonnak. Ez lesz a későbbi teljes változatú Shallow dalszövegének alapja, amit Jackson elő akar adni a Los Angeles-i Greek Theatre-ben adott koncertjén. Meghívja Ally-t is a fellépésére, majd elmondja neki, hogy meghangszerelte, és szeretné vele együtt bemutatni a közönség előtt.
A második verzére Ally összeszedi a bátorságát és felmegy a színpadra ő is, hogy elénekelje a Shallow-t. Ekkor kiereszti a hangját, és elénekli a refrént is a nagyközönség előtt. Fellépésük rendkívül népszerűvé válik az interneten és beindítja Ally zenei karrierjét. Ezt követően közös turnéra indulnak, ahol a dal mindig a koncertek legfontosabb része marad. A Shallow még egy harmadik alkalommal is röviden felcsendül a filmben, mikor Ally a The Forumban lép fel. A Shallow jelenetéhez Cooper közel 2000 Gaga-rajongóval töltötte meg a Greek Theatre-t, majd ezt követően vették fel a dalt. A film felvételeit követően Gaga régi slágereinek zongorás verziójával szórakoztatta a közönséget, illetve a Lukas Nelson and Promise of the Real is fellépett a helyszínen.
A Shallow először a Csillag születik első rövid előzetesében volt hallható 2018 júniusában. A dal az előzetes 1 perc 46-dik másodpercében csendül fel, mikor Gaga elkezdi kiereszteni a hangját az utolsó refrénben. Ez a jelenet azonnal számos internetes mém alapja lett. Egy héttel a film megjelenése előtt az Interscope bejelentette, hogy a Shallow lesz a filmzenei album első kislemeze, és 2018. szeptember 27-én fog megjelenni. Gaga Zane Lowe Beats 1 című műsorában mutatta be a számot, mikor a filmmel kapcsolatban készítettek vele egy interjút. A dalhoz egy videóklip is megjelent, amiben Gaga és Bradley Cooper láthatóak, ahogy előadják a Shallow-t a színpadon, illetve a Csillag születik egyéb filmjelenetei is szerepelnek benne. A dal ezt követően vált elérhetővé digitálisan az iTunes Storeban, a YouTube-on és a Spotify-on is. A BBC Radio 2 2018. október 13-án vette fel a lejátszási listájára. Az Egyesült Államokban a Shallow 2018. október 15-én jelent meg az elsősorban középkorú korosztálynak szóló úgynevezett „hot adult contemporary” rádiókban, majd másnap jelent meg az aktuális popslágereket játszó „contemporary hit radio” csatornák műsorában.

## Dalszerzés és felvételek
Az egyik első olyan dal volt a Shallow, amelyet Gaga együtt szerzett Ronsonnal, Anthony Rossomandóval a Dirty Pretty Things együttesből és Andrew Wyatt-tel a Miike Snow-ból. Az énekesnő két évvel korábban játszotta le először a dallamot nekik egy malibui stúdióban. Mikor Lukas Nelson is csatlakozott a filmzene munkálataihoz, akkor alakult ki a Shallow hangzása. Nelson saját együttesét, a Promise of the Real-t használta Jackson zenekaraként. Egy rövid Eric Clapton inspirálta akusztikus gitár bevezetőt is készítettek a Shallow-hoz, amivel Gaga későbbi nagy hangerejű énekét kívánták kontrasztba helyezni, ami a dal későbbi részében hallható. Gaga ellátogatott az EastWest Studiosba, hogy segítsen Nelsonnak a dallal kapcsolatban és irányítsa az együttes játékát is. Nelson egy interjúban elmondta, hogy a hangszerelés egy részét, így például a cintányérba ütés hangját élőben vették fel a stúdióban a víziójukra hagyatkozva. Benjamin Rice amellett, hogy részt vett a dal produceri munkájában Gagával, ő volt a felelős a dal felvételét illető munkákkal kapcsolatban is. A Shallow-t a Los Angeles-i EastWest és The Village West stúdiókban vették fel Bo Bodnar és Alex Williams asszisztálása mellett. A dal hangkeverését Tom Elmhirst végezte az Electric Lady Studiosban, New York Cityben. A hangmérnök Brandon Bost volt, míg a maszterelést Randy Merrill a Sterling Sound Studiosban végezte el. Ronson egy 1980-as évek hangzását idéző változatot is készített a Shallow-ból, amit a filmben annál a jelenetnél használtak fel, mikor Ally a The Forumban ad koncertet, miközben Jackson öngyilkosságot követ el.
Gaga a Shallow-t a Csillag születik kulcsfontosságú pillanatának nevezte, mivel Ally és Jackson beszélgetéséről szól, és hogy „szükségük van rá és hajtja őket” hogy belevessék magukat a mélybe, és eltávolodjanak a kapcsolatuk sekélyes részétől. Az énekesnő a Beats 1 interjújában elmondta, hogy a számot Ally szemszögéből írták meg, és hogy részben emiatt szeretnek egymásba. „Amikor zenéket írtam a filmhez, úgy kellett gondolnom Ally-re, mintha nem én lennék. Egy olyan hangzás mellett döntöttem, amely még a popzenei karrieremet illetően is teljesen más, mint amiket valaha kiadtam,” mondta el. A dalszerzés során Gaga a zongoránál ült, miközben Ronson, Wyatt és Rossomando gitáron dolgoztak, miközben próbálták elkészíteni a verzéket. Ronson egy interjúban elárulta, hogy az eredeti forgatókönyv vázlatai szerint Jackson halálát vízbe fulladás okozta volna, Gaga ezért írta az „I'm off the deep end watch as I dive in” dalszöveget. Az eredeti elképzelések szerint a Shallow a stáblista során szólalt volna meg, de mikor megváltoztatták a forgatókönyvet, ez lett Jackson és Ally szerelmes dala. A film első előzetesét látva Ronson úgy döntött, hogy nem finomít tovább a számon, hanem meghagyja azt végleges verzióként. Gaga számára a dalszöveg párbeszéd jellege segített előkészíteni a Shallow ária részét, amit falzett éneklésmóddal vett fel. Ezen kívül ő volt aki kitalálta a dalcímmel való játékot, az „In the sha-ha, sha-ha-ha-low” szövegrészt.

## Kompozíció és a dalszöveg értelmezése
A Shallow egy lassan építkező country és folk-pop inspirálta érzelmes ballada, amely nagyrészt Nelson akusztikus gitárjátékára épül, és Cooper Gagával egymás közt váltakozva adják elő a verzéket. A dal egyéb zenészei Jesse Siebenberg lapsteelgitáron, Anthony Logerfo dobon, Corey McCormick basszusgitáron, Alberto Bof szintetizátoron és Eduardo 'Tato' Melgar ütőhangszereken. A felvételen hallhatóak a közönség zajai és a tapsolás is. A dal G-dúrban, 4/4-es ütemben íródott, és közepes tempójú 96-os percenkénti leütésszámmal rendelkezik. Akkordmenete Em7–D/F♯–G5–C–G5–D, míg hangterjedelme G3-tól D5-ig terjed.
Cooper az első verzét azzal nyitja, hogy visszafogott hangon azt énekli, „Tell me something, girl” („Áruld már el, te lány”); Gaga a második verzénél csatlakozik be, majd kiereszti a hangját, amit a Pitchfork a „robusztus” szóval jellemzett. Ahogy a dal folyamatosan az utolsó refrénre építkezik, a végső éneklést Jon Blistein a Rolling Stone-tól „megborzongatónak” és „lenyűgöző harmonizálásúnak” nevezte mindkét előadó részéről. A dal ezen részét dobgép és pedal steel gitár kíséri. Gaga „harsogva” énekel és harmonizál a „Haaa-ah-ah-ah, haaawaah, ha-ah-ah-aaah” dalrésznél. Ez csúcsosodik aztán ki az utolsó refrénben, mikor azt énekli: „I'm off the deep end / Watch as I dive in / I'll never meet the ground / Crash through the surface / Where they can't hurt us / We're far from the shallow now” (Fejest ugrok a mélybe / Nézd, ahogy elmerülök / Az alját sosem lelem / A felszínen áttörve / Ott már nem bánthatnak minket / A sekély víz messze már).
A The Guardian egyik cikkében megjegyzik, hogy a Shallow azt írja le, ahogy a főszereplők ráeszmélnek saját jelenlegi helyzetükre, és azokhoz szól, „akikhez az élet nem mindig volt igazságos vagy jó”. Gaga számára a Jackson és Ally között kialakult kapcsolat és párbeszéd az, ami a Shallow-t hatásossá tette. Ronson szerint a Gagával való közös munka a Joanne-en segített az énekesnőnek elmélyedni egy személyesebb dalszerzésbe a Shallow-val. A dalszövegben mindkét karakter azt kérdezi egymástól, hogy elégedettek-e önmagukkal. Bemutatják a szövegben a sztárság pozitív és negatív jellegű hatásait, illetve a függőség témája is megjelenik az „In all the good times I find myself longing for change, And in the bad times, I fear myself” („A szép időkben eszmélek rá, hogy vágyom a változásra, És a rossz időkben rettegek magamtól”) szövegrészekben. A dalszerzők elmondása alapján a fulladás metaforája a dalban szó szerint is vehető, de jelentheti a szívfájdalmat, függőséget és az összetört álmokat is.

## Kritikusi fogadtatás
A Shallow teljeskörű kritikai elismerésben részesült. Nicole Engelman a Billboard-tól egy erős balladaként és egy „elbűvölő duettként” írta le a dalt, amelyben Gaga és Cooper hangja közt „meglepően jó harmónia” figyelhető meg. Carrie Wittmer a Business Insider-től és a Paper munkatársa, Katherine Gillespie Cooper vokálját Eddie Vedder énekes-dalszerző hangjához hasonlította. Wittmer úgy érezte, hogy Cooper vokálja kiegészíti Gaga „bátorító és határozott” hangját. Számos kritikus úgy vélte, hogy a Shallow megérdemelné, hogy jelöljék Oscar-díjra a „Legjobb eredeti dal” kategóriában. A Pitchfork-tól Eve Barlow dicsérte Gaga hangját és megjegyezte, hogy a dal „Gaga saját csúcspontja lehet a rivaldafényben, és sikerült a slágerlisták és a mozik szupersztárjává válnia.” Arról is írt, hogy habár Coopernek nincs meg „Kris Kristofferson mély dörmögő hangja (aki a film 1976-os változatának férfi főszerepét alakította)”, de sikerül előkészítenie a dalt Gaga számára.
Ben Beaumont-Thomas a The Guardian-től megjegyezte, hogy „néhány pillanattal azelőtt, hogy megcsinálja az oktávnyi ugrást a nagy refrénben, [Gaga] arca megreszket a rémülettől”, illetve hozzátette, hogy „a szám rendkívül érzelmes, mégis erőteljes és igazán kiváló”. Jenny Stevens, szintén a Guardian kritikusa a dalszöveget dicsérte, amiért bemutatja „az elkerülhetetlen csalódottság érzést, az elszigeteltséget és a féktelen pillanatokat az úton, mikor az addikció eltaposhatja a pszichét”. Stevens Gaga hangját „nyersnek, torokhangszerűnek és erőteljesnek” nevezte, és a Fleetwood Mac dalait juttatta az eszébe. A Spin-től Maggie Serota úgy érezte, hogy Cooper meggyőző volt mint „őszülő, whiskey-hangú énekes” és a ballada „lehetőséget ad Gagának, hogy megmutassa a leglenyűgözőbb vokálját”. Maeve McDermott a Chicago Sun-Times-tól magasztalta a Shallow-t, amiért a Csillag születiket „egy átlagos kasszasikerből egy igazi mesterművé” változtatta. Úgy vélte, hogy „a szám elsöprően pozitív fogadtatása az egyik legizgalmasabb reakció volt egy Lady Gaga dal iránt” az elmúlt időszakban.
Jon Pareles a The New York Times-tól a filmzenei album legjobb dalának nevezte, és dicsérte az „exponenciális felépítését” és „Gaga öblös és ziháló teljes skálájú énekét”. Szerinte a Shallow egy közvetlen folytatása Gaga Million Reasons dalának, de a refrénben felfedezhetőek a jól ismert dadogásszerűen előadott szótagok is, ami például a 2009-es Poker Face-ben és Paparazzi-ban is hallható volt. Az NPR-től Lars Gotrich azt írta a Shallow-ról, hogy egy „csendes, elgondolkodtató country dal”. Szerinte Coopernek kellemes hangi adottságai vannak, Gaga pedig a refrénben mély, öblös hangon úgy énekli az utolsó szót, mintha „minden elutasítást, minden exet és minden akadályt magába foglalna. Az élet sekély végén túl végül elfogadják a mélységet.”
Az Esquire magazinnak készült írásában Matt Miller kezdetben ambivalens érzéseket táplált a dal iránt, és azt gondolta, hogy az egész „csak két hook az előzetesből összefűzve egy dalba”. Később azonban mikor megnézte a filmet, megváltozott a véleménye, és azt mondta, hogy „nagyrészt beváltja a reményeket—különösen a film első része és az építkezés ahhoz a részhez, mikor először hallja az ember ahogy előadják”. A Spotify egyik cikkében a Shallow fontosságát elemezve azt írták, hogy ez a film „hős dala”, és sikerül bemutatnia a Csillag születikben oly fontos témákat, mint „a Hollywood, a hírnév és a sztárság veszélyeit”.

## Hatása
A Shallow-t megjelenésétől kezdve dicsérték a kritikusok, illetve a slágerlistákon is kiemelkedő eredményeket ért el és globálisan is számos elismerésben részesült. Az Elle-nek adott interjúban Gaga a dal társadalmi hatásáról beszélt és kijelentette, hogy „valóban azt hiszem a szívem mélyén, hogy a sajnálatos igazság az, hogy mobiltelefonjaink valósággá válnak.” – mondta az énekesnő. „Ez valósággá vált a világ számára. És ebben a dalban nemcsak egy beszélgetést, hanem egy nagyon megrendítő kijelentést is közlünk. Bárcsak ne futnék zátonyra, de ott vagyok. El akarok merülni a mélybe, de nézd, ahogy csinálom. Azt hiszem, ez sok embernek szól, és azt hiszem, hogy egy gyenge pillanatban ez mindannyiunk számára egy esély, hogy megragadjunk egy kezet és együtt merüljünk a vízbe, és ússzunk a víz legmélyebb mélységébe, ahová csak lehet.”
A Shallow számos zenei szakember véleménye szerint Gaga zeneiparbeli státuszát erősítette meg. A Billboard egyik cikkében, amely a 21. század 100 legjobb zenei átkötéseit (bridge) rangsorolta, a hatodik helyen szerepelt a Shallow. Hozzátették, hogy „az Oscar-, és Grammy-győztes egy kedves, mégis komor beszélgetéssel indítja a dalt egy fiú és egy lány között. De a torokból jövő átkötés megindítja a Shallow-t a mélységből egy ikonikus területre. A filmben pontosan ez az a pillanat, amikor Ally csillaga megszületik. A valóságban pedig ez csak tovább erősítette Gaga örökségét.”

## Kereskedelmi fogadtatás

A Shallow Gaga leghosszabb ideig listavezető dalává vált az amerikai Billboard magazin Digital Songs elnevezésű digitális eladásokat összesítő listáján

A Nielsen Soundscan adatai szerint a Shallow a tizennegyedik helyen debütált az amerikai Billboard Digital Songs, digitális eladásokat összesítő kislemezlistáján 12 000-es letöltési számmal. A következő héten elérte a lista első helyét 58 000-es eladással, ezzel Gaga karrierjében hatodjára tudta vezetni a legtöbbet letöltött dalokat rangsoroló listát. Ugyanazon a héten a Shallow a huszonnyolcadik helyen debütált a Billboard Hot 100 kislemezlistán, köszönhetően a 8,3 milliós letöltésnek a streaming oldalakon. Miután 2018. október 5-én a mozikban is bemutatkozott a Csillag születik, a dal az ötödik helyre ugrott a Hot 100 listán, valamint listavezető maradt a Digital Songs listán 21%-os növekedést mutatva, 71 000 példányszámos eladással. Gaga ezzel megszerezte tizenötödik Top 10-es helyezését a Hot 100-on, míg Bradley Cooper az elsőt. Hatodik hetével a Digital Songs lista élén, a Shallow 274 000-es eladással megelőzte a Just Dance-et (2009), a Bad Romance-t (2009) és a Born This Way-t (2011), mint Gaga leghosszabb ideig listavezető dala. Tizedik hetével az első helyen, minden idők legtöbb ideig listavezető dalává vált női előadótól a lista történetében. A dal rádiós teljesítménye mintegy 50%-os javulást produkált, ezzel a Shallow az ötvenedik helyen debütált a Radio Songs listán. A Shallow amellett, hogy Gaga nyolcadik Top 10-es dala lett az Adult Pop Songs listán, megelőzte a Born This Way-t, mint a leggyorsabban a Top 10-be kerülő dala. A dal a második helyig jutott az Adult Contemporary listán, a Pop Songs listán a tizenkilencedik helyig emelkedett, valamint a számos remix változatnak köszönhetően listavezető volt a Dance Club Songs listán, ezzel Gaga tizenötödjére ért el első helyezést a listán és bekerült a legtöbb Dance Club Songs listavezető dallal rendelkező előadók közé. 2019-ben a 91. Oscar-gálán előadott közös produkciójával Cooperrel, valamint az azt követő médiavisszhang hatására a dal az első helyre ugrott a Billboard Hot 100-on, ezzel Gaga megszerezte karrierje negyedik első helyezését Amerikában. Az Amerikai Hanglemezgyártók Szövetsége (RIAA) négyszeres platina minősítéssel illette a dalt.
Kanadában a Shallow az első helyen debütált a kanadai Digital Songs listán, ezzel Gaga megszerezte ötödik és a Born This Way (2011) óta első listavezető pozícióját a listán. A következő héten a digitális letöltései 31%-kal növekedtek, így a csúcson tudott maradni dal. A Canadian Hot 100 listán a tizenhatodik helyen nyitott a dal, majd egy héttel később egészen a harmadik helyig jutott. Az Egyesült Államokhoz hasonlóan, Kanadában is első helyezett lett a dal a 91. Oscar-gálát követő héten. Ausztráliában a Shallow a huszonötödik helyen debütált az ARIA Singles Chart kislemezlistán, majd két héttel később már listavezető volt. Cooper az első, míg Gaga a negyedik alkalommal foglalhatta el a lista első helyét. A Shallow három hétig tartózkodott az élen Ausztráliában. A csúcson eltöltött első hetén, a legtöbbet letöltött dal volt az országban, miközben a tizennegyedik helyet szerezte meg az ARIA streaming listáján. A The Music Network szerint a dal a rádiós teljesítményt rangsoroló listát is uralta. Ausztráliában a Shallow tizenhatszoros platina minősítést szerzett az ARIA-tól. Új-Zélandon a Shallow a tizennyolcadik helyen nyitott, míg a megjelenése utáni második hetén a második helyig emelkedett, miközben az album Always Remember Us This Way című dala is belépett a listára. Két héttel később a Shallow elérte az első helyet és Gaga harmadik listavezető dalává vált az országban.
Európa egyik legjelentősebb zenei piacán, az Egyesült Királyságban a tizenharmadik helyen debütált a dal 20 425 példányszámos eladással a Official Charts Company adatai alapján. A következő héten 36 952 eladott példánnyal a hatodik helyre ugrott és Gaga tizenkettedik Top 10-es dalává vált. Harmadik hetén már a negyedik helyen szerepelt a brit kislemezlistán 42 548 példányos eladással. A brit rádiós listán is sikerült bekerülnie a Top 10-be, miután a dal a hatvankettedik helyről a nyolcadik helyre ugrott mintegy 227,87%-os növekedést produkálva. Nem sokkal később a Shallow elérte az első helyet az Egyesült Királyságban, amivel Gaga a Telephone (2010) óta először, összességében ötödjére vezette a kislemezlistát. Ugyanazon a héten a Star Is Born filmzenei album visszatért az első helyre az albumlistán, így Gaga és Cooper egyszerre vezette a brit kislemez-, és albumlistát is. Ez Gagának korábban kétszer sikerült. Csúcsra kerülésének hetén a Shallow 47 610 példányban kelt el, ezzel megelőzve a korábbi csúcstartót, Calvin Harris és Sam Smith Promises című dalát. A dal a következő héten is listavezető volt, míg végül Ariana Grande Thank U, Next című dala letaszította az első helyről.  Az Egyesült Királyságban hatszoros platina minősítéssel rendelkezik a dal, miután több mint 3 600 000 egységben kelt el.
Mindemellett a Shallow első helyezett lett Írországban, ez Gaga hatodik, Cooper első listavezető dala az országban. A dal a következő hetekben is jól teljesített, legjobban a megjelenése utáni harmadik hetén, amikor a Shallow mellett az Always Remember Us This Way és az I’ll Never Love Again is bekerült a Top 10-be. Franciaországban a Shallow volt a 2018. október 19-i hét legtöbbet letöltött dala 2400 példányos eladással és 1,1 milliós streameléssel, amivel a tizenharmadik helyet szerezte meg a francia SNEP kislemezlistán 10 000-es összesített eladással. Két héttel később érte el a hatodik helyezést 12 400 példányos eladással (2595 digitális letöltés és 1,8 millió stream), majd 2019 márciusában a gyémánt minősítéssel rendelkező dal a harmadik helyig emelkedett. 2018 végéig 30 900 alkalommal töltötték le digitálisan az országban.
2019-ben a dal mintegy 10,2 millió példányban kelt el világszerte a különböző platformokon keresztül az IFPI adatai szerint. 2023 márciusáig a dal videóklipje 1,4 milliárd megtekintéssel rendelkezik a YouTube videómegosztó oldalon.

## Elismerések

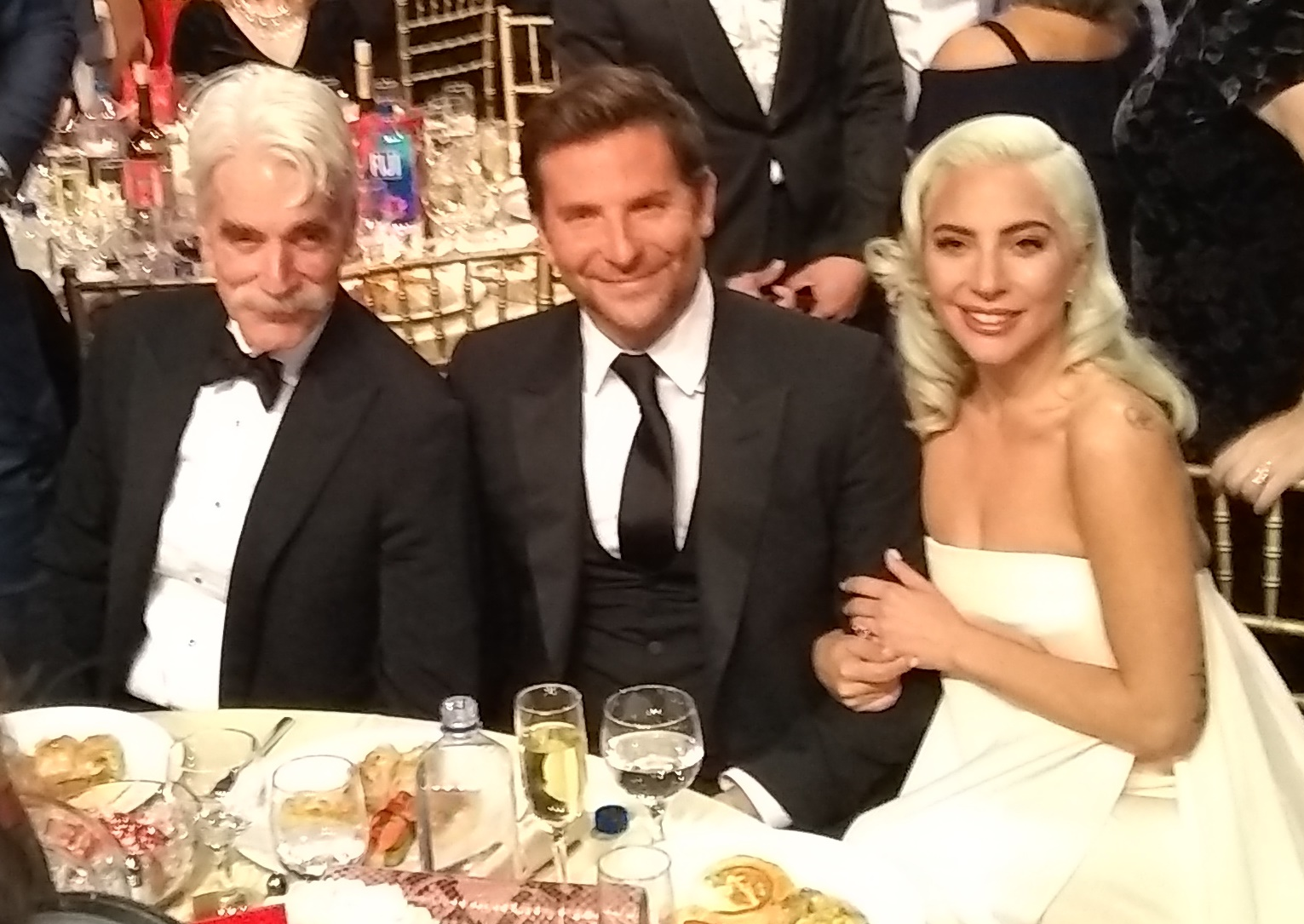
Sam Elliott, Bradley Cooper és Lady Gaga a 24. Critics' Choice Awards-on, ahol a Shallow győzött a „Legjobb dal” kategóriában

A Shallow jelölést kapott és győzedelmeskedett is A legjobb eredeti betétdal – Játékfilm kategóriában a 2018-ban megrendezett 9. Hollywood Music in Media Awards díjkiosztón, ahol a legkiemelkedőbb dalokat és zenéket ismerik el a filmvászonról, tévéből, videojátékokból, reklámokból és előzetesekből. Ugyanebben a kategóriában győzött a 23. Satellite Award gálán, valamint a Los Angeles-i Online Filmkritikusok Társulatától is megkapta az elismerést. Továbbá elnyerte A legjobb eredeti filmbetétdalnak járó trófeát a 76. Golden Globe-gálán, valamint 24. Critics' Choice díjkiosztón. A dal négy kategóriában kapott jelölést a 61. Grammy-gálára: Az év felvétele, Az év dala, A legjobb popduó vagy -együttes teljesítmény, valamint A legjobb vizuális média számára írt dal, és végül az utóbbi kettőben került ki győztesként. 2019-ben BAFTA-díjat nyert A legjobb filmzene kategóriában, majd nem sokkal később az Oscar-díjat is megkapta A legjobb eredeti betétdal kategóriában.
A Shallow-t széles körben a 2010-es évtized egyik legjobb dalának és minden idők egyik legjobb filmzenéjének tartják. Jon Pareles és Jon Caramanica a The New York Times-tól a 2018-as év hatodik legjobb dalának nevezték meg, míg a Rolling Stone magazin a második helyre sorolta ugyanazon a listán amellett, hogy a 2010-es évtized legjobbjai közt a tizennegyedik helyen említette meg.

## Élő fellépések

### 91. Oscar-gála
Gaga és Cooper együtt adták elő a Shallow-t a 91. Oscar-gálán 2019. február 24-én. Cooper a fellépést megelőzően megerősítette, hogy a saját hangján fog énekelni, és nem próbálja majd utánozni a filmbeli karakterét. Az előadás azzal kezdődött, hogy Gaga és Cooper együtt felsétáltak a színpadra. A zongora két végében foglaltak helyet egymással szemben, majd Cooper csatlakozott Gagához a billentyűknél a dal utolsó részénél, hogy ketten egy mikrofonba énekeljenek. Rob Mills, az American Broadcasting Company rangidős alelnöke szerint a koreográfia, a közönség felé néző kamera, illetve az utolsó refrén során ahogy Cooper odalépett Gagához, mind kettejük ötletei voltak. Aly Semigran a Billboardtól az est legjobb zenei fellépésének nevezte, és azt írta róla: „színpadi kémiájuk épp oly vibráló volt mint a mozivásznon”. Ezen kívül hozzátette, hogy „a csillagok szenvedélyes pillantásai egymásra a zongoránál ülve többezer OMG-t váltott ki a twitterezőkből. Egy tökéletes Oscar-fellépés született.” 2023-ig bezárólag az előadás a valaha volt legnézettebb videó az Oscar-díjátadók történetében (és minden angol nyelvű díjátadó esetén, amelyet élőben közvetítettek), több mint 700 millió megtekintést gyűjtve a YouTube-on.

### Egyéb előadások

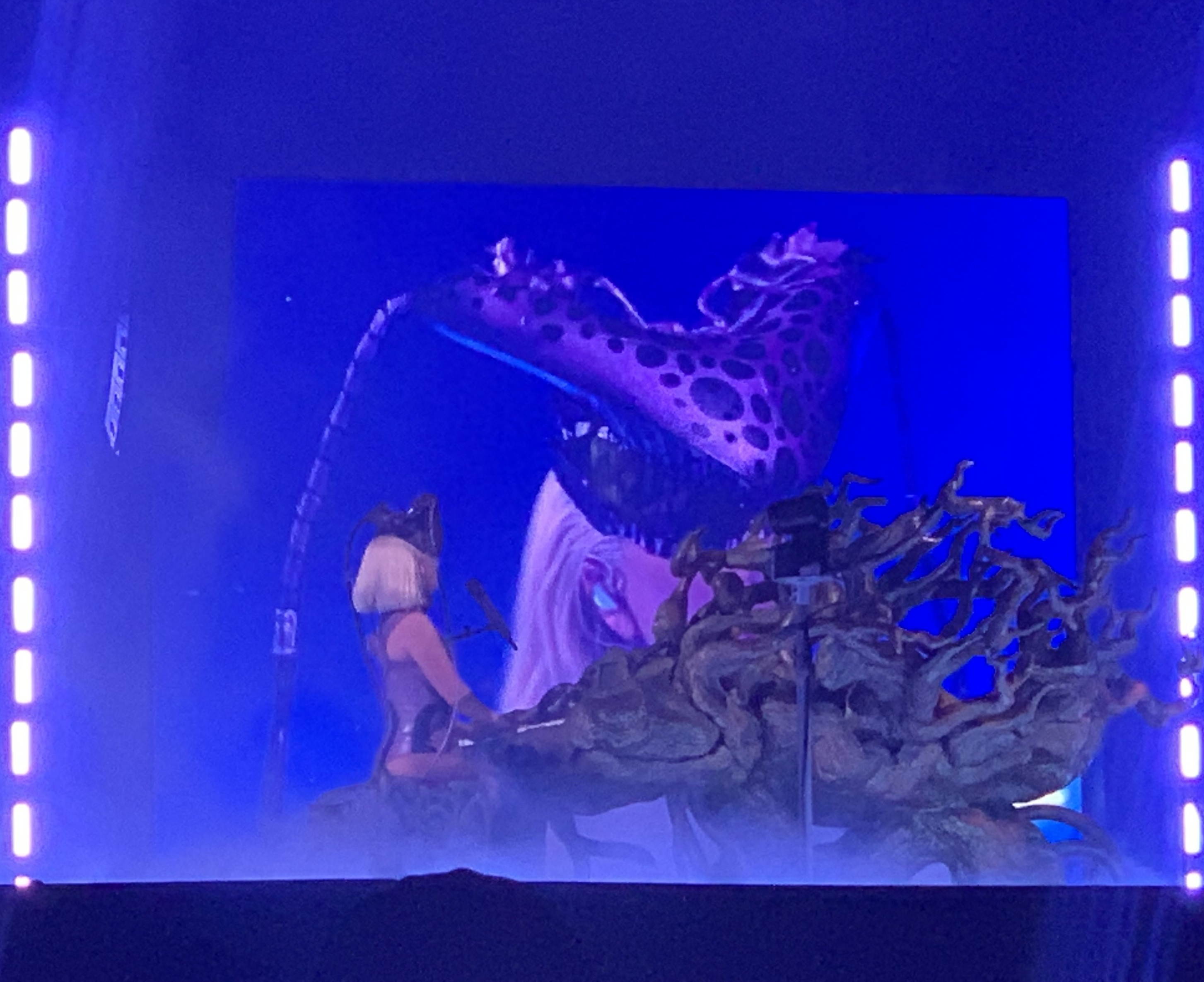
Lady Gaga a Shallow előadása közben a The Chromatica Ball turnén (2022)

A Shallow-t számos alkalommal előadták, így felkerült Gaga 2018-2022-es Las Vegas-i Lady Gaga Enigma + Jazz & Piano című rezidencia koncertsorozatának számlistájára is. Az Enigmán a Born This Way eléneklése után Gaga egy túlméretezett pólóban tér vissza a színpadra, hogy előadja zongorán a koncert zárlataként a Shallow-t. 2019. január 26-án Bradley Cooper is csatlakozott hozzá a színpadon, hogy ketten együtt első alkalommal elénekeljék a dalt élőben. Cooper a fellépésről azt nyilatkozta, hogy meg volt rémülve amiatt, hogy Gagával kellett egy színpadon állnia, de remélte, hogy sikerült a jó hangnemben énekelnie.
A 61. Grammy-gálán 2019. február 10-én Ronson, Rossomando és Wyatt csatlakoztak Gagához a színpadon. Cooper a 72. BAFTA-gálán volt jelen Londonban. Gaga egy csillogó testhez simuló bodyt és magas platform cipőt viselt, ami a The Fame-érájának kinézeteire emlékeztetett. A fellépéshez egy csillogó mikrofonállványt is használt. Brittany Spanos a Rolling Stone-tól azt gondolta, hogy „Gaga és Ronson ellopták a show-t a Grammy-gálán a Shallow felrockosított előadásával”. Gaga színpadi mozdulatait David Bowie-éhoz hasonlította a  Ziggy Stardust-korszakából. A Billboard munkatársa, Tatiana Cirisano szerint az énekesnő „vidáman” adta elő a számot, és „keményen kiállt, rúgdosott és pörgette a haját ahogy végighaladt a színpadon”. Az előadás számos mémet generált amiatt, ahogy Gaga folyamatos szemkontaktust tartott a színpadi kamerával.
2020. november 2-án Gaga előadta a Shallow-t a You and I-jal együtt Joe Biden amerikai elnök utolsó kampánygyűlésén a pennsylvániai Pittsburghben. 2022-ben az énekesnő a The Chromatica Ball stadionturnén is előadta a Shallow-t, miközben a stadion közepén lévő kisebb, második színpadon zongorázott, és egy „imádkozó sáskára” emlékeztető fejdíszt viselt. Zongorája egy tövisekből álló szobor belsejében volt elhelyezve. Jed Gottlieb a Boston Heraldtól úgy vélekedett, hogy Gaga „a Shallow minden gyengédségét megadta” a turnén, míg Adam Davidson a Clash-től „hátborzongató előadásnak” találta. 2023. október 25-én Gaga csatlakozott a színpadon a U2-hoz a Shallow előadására a zenekar U2:UV Achtung Baby Live at Sphere elnevezésű Las Vegas-i rezidenciáján. 2025. január 30-án Gaga előadta a dalt a kaliforniai Inglewoodban található Intuit Dome-ban a FireAid jóvoltából, hogy segítsen a 2025. januári dél-kaliforniai erdőtüzek utáni segítségnyújtásban. A következő hónapban Gaga elénekelte a Shallow-t az SNL50: The Homecoming Concert során, amely a Saturday Night Live 50. évadának megünneplésére készült. Ugyanebben az évben a Shallow elhangzott Gaga 2025-ös Coachella-koncertjein.

## Feldolgozások
Lea Michele és Darren Criss amerikai énekesek 2018. október 26-án felvették az LM/DC Tour című koncertsorozatuk számlistájára a dalt Las Vegasban. 2018. november 14-én Lewis Capaldi skót énekes előadta a Shallow-t a BBC Radio 1 Live Lounge című műsorában. Feldolgozását később kiadta a 2020-as To Tell the Truth I Can't Believe We Got This Far című EP-jén. 2019. február 6-án Alicia Keys zongorán adta elő a Shallow-t a The Late Late Show with James Corden című műsorban közösen a műsorvezetővel, James Cordennel. A dal szövegét megváltoztatták, hogy arról szóljon, hogy Keys vezeti majd a 61. Grammy-gálát. Mikor Corden azt énekelte, hogy „Tell me something, Keys, I hear you're set to host this year's Grammys” („Mondd csak Keys, hallottam, hogy te leszel az idei Grammy-gála házigazdája”), Keys azt válaszolta, hogy „Didn't you host it twice? Maybe you could give me some advice” („Te már kétszer voltál a házigazda, nem? Talán tudnál nekem adni pár tanácsot”).
Melissa Villaseñor humorista feldolgozta a dalt, mikor a Saturday Night Live 2019. február 9-ei műsorának „Weekend Update” című részében Gagát személyesítette meg. Villaseñor énekét „szenzációs élő pillanatnak” nevezte Ryan McGee a Rolling Stone-tól. A humorista a 2019. február 16-án sugárzott következő heti epizódban megismételte szerepét, és újra kiénekelte a Shallow magas hangjait. 2019 februárjában Kelly Clarkson a Meaning of Life Tour című koncertsorozatának Green Bay-i állomásán dolgozta fel a dalt, míg Nick Jonas az Instagram oldalán osztott meg egy videót, ahogy gitárral a kezében énekli a számot. 2019. február 28-án Tori Kelly és Ally Brooke közösen adták elő a dalt Los Angelesben az Orpheum Theatre-ben Kelly koncertjén.
Waterfordban a Mount Sion énekkar két ír tagja, Jessica Reinl és Christopher Halligan duettként énekelték el a Shallow-t 2018 decemberében, az erről készült videó pedig nagy népszerűségre tett szert az interneten, és többmilliós nézettséget ért el a Facebook-on. Később meghívást kaptak, hogy újra adják elő a dalt az ír nemzeti televízióban. Egy amerikai indie rock duó, a Better Oblivion Community Center, melynek tagjai Conor Oberst és Phoebe Bridgers, feldolgozták a dalt 2019. április 1-én a new york-i Brooklyn Steel nevű koncerthelyszínen adott fellépésük során. Ugyanebben a hónapban a norvég supergroup és az eurovíziós dalfesztivál 2019-es döntősei, a KEiiNO kiadták a saját változatukat a számból hagyományos számi joika stílusban. 2019 májusában Paula Fernandes és Luan Santana brazil énekesek megjelentették a Shallow portugál nyelvű változatát Juntos (magyarul „Együtt”) címmel. Ez a változat a dalszövege miatt sok kritikát kapott és számos internetes mém alapjául szolgált. Ugyanebben a hónapban a Pentatonix kiadta a feldolgozását a Shallow-ból egy YouTube-ra feltöltött fekete-fehér videóklippel együtt. 2019. július 23-án Ángela Aguilar mexikói énekesnő is bemutatta feldolgozását a dalból a Recording Academy Grammy ReImagines című videósorozatának részeként.
2020. február 16-án Charlotte Awbery, egy akkor még ismeretlen londoni járókelő egyik napról a másikra hatalmas népszerűségre tett szert a közösségi médiában, miután egy videó készült róla, ahogy elénekli a Shallow-t. A felvételt Kevin Freshwater internetes blogger készítette, aki különböző idegeneket szólított meg az utcán, hogy kihívja őket egy spontán éneklésre, ahol különböző dalok szövegét kellett befejezni. Az Instagramon Awbery egy hét alatt 217 000 követőre tett szert a videó megjelenését követően. Miután a videó vírusként kezdett terjedni az interneten Gaga és Cooper eredeti változata az A Star Is Born filmzenei albumról újra visszakerült az első 40-be az amerikai iTunes eladási listán, majd egészen a 30. helyig jutott. 2020. február 26-án Awbery meghívást kapott a The Ellen Degeneres Show-ba, hogy adja elő feldolgozását a dalból a műsorban, amely 2020. augusztus 28-án Awbery debütáló kislemezeként jelent meg.
2020-ban Garth Brooks és felesége, Trisha Yearwood is feldolgozta a dalt, amely helyet kapott Brooks Fun című albumán. A feldolgozás 2021 februárjában digitálisan is megjelent, majd nem sokkal később a country rádiók játszási listájára is felkerült.

## Közreműködők és menedzsment

### Menedzsment
- Sony/ATV Songs LLC / SG Songs LLC (BMI) / ImageM CV / Songs of Zelig (BMI)
- Stephaniesays Music (ASCAP) / Downtown DLJ Songs (ASCAP) by Downtown Music Publishing LLC, Whiteball Music Publishing Group / Downtown DMP Songs (BMI)
- Warner-Barham Music LLC (BMI) / Admin by Songs of Universal (BMI) / Warner-Olive Music LLC (ASCAP)
- Felvételek: Greek Theater, EastWest Studios, The Village West (Los Angeles, Kalifornia)
- Hangkeverés: Electric Lady Studios (New York)
- Maszterelés: Sterling Sound Studios (New York)

### Közreműködők
| - Lady Gaga – dalszerző, producer, elsődleges vokál - Bradley Cooper – elsődleges vokál - Mark Ronson – dalszerző - Anthony Rossomando – dalszerző - Andrew Wyatt – dalszerző - Benjamin Rice – producer, felvételek - Bo Bodnar – felvételi asszisztens - Alex Williams – felvételi asszisztens - Tom Elmhirst – hangkeverés | - Brandon Bost – hangmérnök - Randy Merrill – maszterelés - Anthony Logerfo – dobok - Corey McCormick – basszusgitár - Alberto Bof – billentyűs hangszerek - Lukas Nelson – akusztikus gitár - Jesse Siebenberg – lap steel gitár - Eduardo 'Tato' Melgar – ütőshangszerek |

A közreműködők listája az A Star Is Born albumon található CD füzetkében található.

## Helyezések
| Kislemezlista (2018–2019)                         | Legjobb helyezés |
| ------------------------------------------------- | ---------------- |
| Argentína (Argentina Hot 100)                     | 39               |
| Ausztrália (ARIA)                                 | 1                |
| Ausztria (Ö3 Austria Top 40)                      | 1                |
| Belgium (Ultratop Flandria)                       | 8                |
| Belgium (Ultratop Vallónia)                       | 2                |
| Bolívia (Monitor Latino)                          | 1                |
| Brazília (Top 10 Pop Internacional)               | 1                |
| Csehország (Singles Digitál Top 100)              | 1                |
| Dánia (Tracklisten)                               | 1                |
| Dél-Korea Nemzetközi Digitális (Gaon)             | 25               |
| Ecuador (National-Report)                         | 68               |
| Egyesült Államok (Billboard Hot 100)              | 1                |
| Egyesült Államok – Adult Contemporary (Billboard) | 2                |
| Egyesült Államok – Adult Top 40 (Billboard)       | 2                |
| Egyesült Államok – Dance Club Songs (Billboard)   | 1                |
| Egyesült Államok – Mainstream Top 40 (Billboard)  | 19               |
| Egyesült Királyság (Official Charts Company)      | 1                |
| Észtország (IFPI)                                 | 5                |
| Finnország (Suomen virallinen lista)              | 9                |
| Franciaország (SNEP)                              | 3                |
| Global 200 (Billboard)                            | 59               |
| Global Excl. US (Billboard)                       | 52               |
| Görögország – Digital Songs (IFPI Greece)         | 2                |
| Hollandia (Dutch Top 40)                          | 8                |
| Horvátország (HRT)                                | 1                |
| Írország (IRMA)                                   | 1                |
| Izland (Tonlist)                                  | 1                |
| Izrael (Media Forest)                             | 3                |
| Japán (Japan Hot 100)                             | 29               |
| Kanada (Canadian Hot 100)                         | 1                |
| Kanada AC (Billboard)                             | 1                |
| Kanada CHR/Top 40 (Billboard)                     | 30               |
| Kanada Hot AC (Billboard)                         | 10               |
| Kolumbia (National-Report)                        | 68               |
| Lettország (Latvijas Radio)                       | 1                |
| Libanon (Lebanese Top 20)                         | 19               |
| Luxemburg (Billboard)                             | 1                |
| Magyarország (Rádiós Top 40)                      | 28               |
| Magyarország (Single Top 40)                      | 1                |
| Magyarország (Stream Top 40)                      | 1                |
| Malajzia (RIM)                                    | 5                |
| Mexikó Anglo (Monitor Latino)                     | 4                |
| Mexikó Airplay (Billboard)                        | 4                |
| Németország (Media Control)                       | 4                |
| Norvégia (VG-lista)                               | 1                |
| Olaszország (FIMI)                                | 2                |
| Portugália (AFP)                                  | 1                |
| Románia (Airplay 100)                             | 53               |
| Skócia (OCC)                                      | 1                |
| Spanyolország (PROMUSICAE)                        | 12               |
| Svájc (Schweizer Hitparade)                       | 1                |
| Svédország (Sverigetopplistan)                    | 1                |
| Szingapúr (RIAS)                                  | 6                |
| Szlovákia (Singles Digitál Top 100)               | 1                |
| Szlovénia (SloTop50)                              | 2                |
| Új-Zéland (RMNZ)                                  | 1                |
| Venezuela (National-Report)                       | 17               |

| Kislemezlista (2025)      | Legjobb helyezés |
| ------------------------- | ---------------- |
| Brazília (Brasil Hot 100) | 100              |
| Szingapúr (RIAS)          | 27               |

| Lista (2018–2019)                     | Legjobb helyezés |
| ------------------------------------- | ---------------- |
| Brazil Streaming (Pro-Música Brasil)  | 4                |
| Dél-Korea Nemzetközi Digitális (Gaon) | 47               |
| Paraguay (SGP)                        | 78               |

| Lista (2020–2021)                                             | Legjobb helyezés |
| ------------------------------------------------------------- | ---------------- |
| Egyesült Államok – Bubbling Under Hot 100 Singles (Billboard) | 7                |
| Egyesült Államok – Country Airplay (Billboard)                | 21               |
| Egyesült Államok – Hot Country Songs (Billboard)              | 27               |

| Lista (2018)                                 | Helyezés |
| -------------------------------------------- | -------- |
| Ausztrália (ARIA)                            | 53       |
| Ausztria (Ö3 Austria Top 40)                 | 33       |
| Egyesült Államok (Billboard Digital Songs)   | 38       |
| Egyesült Királyság (Official Charts Company) | 87       |
| Franciaország (SNEP)                         | 98       |
| Hollandia (Dutch Top 40)                     | 69       |
| Izrael (Galgalatz)                           | 3        |
| Írország (IRMA)                              | 27       |
| Kanada (Billboard Digital Songs)             | 12       |
| Magyarország (Single Top 40)                 | 8        |
| Magyarország (Stream Top 40)                 | 31       |
| Olaszország (FIMI)                           | 99       |
| Svájc (Schweizer Hitparade)                  | 22       |
| Svédország (Sverigetopplistan)               | 29       |

| Lista (2019)                                    | Helyezés |
| ----------------------------------------------- | -------- |
| Ausztrália (ARIA)                               | 9        |
| Ausztria (Ö3 Austria Top 40)                    | 14       |
| Belgium (Ultratop Flandria)                     | 17       |
| Belgium (Ultratop Vallónia)                     | 11       |
| Bolívia (Monitor Latino)                        | 85       |
| Dánia (Tracklisten)                             | 2        |
| Egyesült Államok (Billboard Hot 100)            | 19       |
| Egyesült Államok (Billboard Adult Contemporary) | 2        |
| Egyesült Államok (Billboard Adult Top 40)       | 11       |
| Egyesült Államok (Rolling Stone Top 100)        | 19       |
| Egyesült Királyság (Official Charts Company)    | 20       |
| Franciaország (SNEP)                            | 12       |
| Hollandia (Single Top 100)                      | 18       |
| Horvátország (HRT)                              | 1        |
| Írország (IRMA)                                 | 7        |
| Kanada (Canadian Hot 100)                       | 6        |
| Lettország (LAIPA)                              | 20       |
| Magyarország (Mahasz)                           | 1        |
| Németország (Official German Charts)            | 16       |
| Norvégia (VG-lista)                             | 2        |
| Olaszország (FIMI)                              | 22       |
| Svájc (Schweizer Hitparade)                     | 1        |
| Svédország (Sverigetopplistan)                  | 3        |

| Lista (2020)                                 | Helyezés |
| -------------------------------------------- | -------- |
| Ausztrália (ARIA)                            | 61       |
| Dánia (Tracklisten)                          | 62       |
| Egyesült Királyság (Official Charts Company) | 65       |
| Franciaország (SNEP)                         | 103      |
| Izland (Plötutíðindi)                        | 39       |
| Magyarország (Mahasz)                        | 29       |
| Olaszország (FIMI)                           | 99       |
| Portugália (AFP)                             | 93       |
| Svájc (Schweizer Hitparade)                  | 24       |
| Svédország (Sverigetopplistan)               | 72       |
| Szlovénia (SloTop50)                         | 32       |

| Lista (2021)                                 | Helyezés |
| -------------------------------------------- | -------- |
| Ausztrália (ARIA)                            | 69       |
| Dánia (Tracklisten)                          | 95       |
| Egyesült Királyság (Official Charts Company) | 59       |
| Global 200 (Billboard)                       | 63       |
| Franciaország (SNEP)                         | 190      |
| Magyarország (Mahasz)                        | 49       |
| Svájc (Schweizer Hitparade)                  | 56       |

| Lista (2022)                | Helyezés |
| --------------------------- | -------- |
| Ausztrália (ARIA)           | 68       |
| Egyesült Királyság (OCC)    | 84       |
| Global 200 (Billboard)      | 67       |
| Franciaország (SNEP)        | 159      |
| Magyarország (Mahasz)       | 84       |
| Svájc (Schweizer Hitparade) | 84       |

| Lista (2023)           | Helyezés |
| ---------------------- | -------- |
| Global 200 (Billboard) | 126      |

| Lista (2010–2019)   | Helyezés |
| ------------------- | -------- |
| Ausztrália (ARIA)   | 99       |
| Norvégia (VG-lista) | 12       |

| Lista                         | Helyezés |
| ----------------------------- | -------- |
| Ausztrália (ARIA)             | 32       |
| Belgium (Ultratop Flandria)   | 155      |
| Svájc (Schweizer Hitparade)   | 4        |
| Új-Zéland (Recorded Music NZ) | 33       |

## Minősítések és eladási adatok
| Ország (Szervezet)           | Minősítés        | Minősítési érték/ Eladás |
| ---------------------------- | ---------------- | ------------------------ |
| Ausztrália (ARIA)            | 16x Platinalemez | 1 120 000+               |
| Ausztria (IFPI Austria)      | 5x Platinalemez  | 150 000+                 |
| Belgium (BEA)                | 3x Platinalemez  | 120 000+                 |
| Brazília (Pro-Música Brasil) | 8x Gyémántlemez  | 1 280 000+               |
| Dánia (IFPI Denmark)         | 5x Platinalemez  | 450 000+                 |
| Egyesült Államok (RIAA)      | 4x Platinalemez  | 4 000 000+               |
| Egyesült Királyság (BPI)     | 6x Platinalemez  | 3 600 000+               |
| Franciaország (SNEP)         | Gyémántlemez     | 333 333+                 |
| Kanada (Music Canada)        | 8x Platinalemez  | 640 000+                 |
| Lengyelország (ZPAV)         | 2x Gyémántlemez  | 500 000+                 |
| Németország (BVMI)           | Platinalemez     | 400 000+                 |
| Norvégia (IFPI Norway)       | 8x Platinalemez  | 480 000+                 |
| Olaszország (FIMI)           | 6x Platinalemez  | 600 000+                 |
| Portugália (AFP)             | 6x Platinalemez  | 60 000+                  |
| Spanyolország (PROMUSICAE)   | 5x Platinalemez  | 300 000+                 |
| Svájc (IFPI Switzerland)     | 2x Platinalemez  | 40 000+                  |
| Új-Zéland (RMNZ)             | 9x Platinalemez  | 270 000+                 |
| Streaming                    |                  |                          |
| Svédország (GLF)             | 8x Platinalemez  | 64 000 000+              |
| Összesítés                   |                  |                          |
| Világszerte                  | –                | 10 200 000+              |

## Megjelenések
| Regió              | Dátum                | Formátum                         | Kiadó                     | Forrás  |
| ------------------ | -------------------- | -------------------------------- | ------------------------- | ------- |
| Világszerte        | 2018. szeptember 27. | Digitális letöltés, streaming    | Interscope                | [ 7 ]   |
| Olaszország        | 2018. október 5.     | Pop rádió megjelenés             | Universal Music Group     | [ 269 ] |
| Egyesült Királyság | 2018. október 13.    | Pop rádió megjelenés             | Universal Music Group     | [ 9 ]   |
| Egyesült Államok   | 2018. október 15.    | Felnőtt kortárs rádió megjelenés | Interscope                | [ 10 ]  |
| Egyesült Államok   | 2018. október 16.    | Pop rádió megjelenés             | Interscope                | [ 11 ]  |
| Ausztrália         | 2018. október 18.    | Pop rádió megjelenés             | Universal Music Australia | [ 270 ] |
| Oroszország        | 2018. október 26.    | Pop rádió megjelenés             | Universal                 | [ 271 ] |

## Fordítás
Ez a szócikk részben vagy egészben  a   Shallow (Lady Gaga and Bradley Cooper song) című angol Wikipédia-szócikk fordításán alapul.  Az eredeti cikk szerkesztőit annak laptörténete sorolja fel. Ez a jelzés csupán a megfogalmazás eredetét és a szerzői jogokat jelzi, nem szolgál a cikkben szereplő információk forrásmegjelöléseként.